# Aboisso-Comoé
Aboisso-Comoé – miasto w Wybrzeżu Kości Słoniowej, w dystrykcie Lagunes, w regionie La Mé, w departamencie Alépé.